# Pseudothalestris minuta
Pseudothalestris minuta är en kräftdjursart som först beskrevs av Claus 1906.  Pseudothalestris minuta ingår i släktet Pseudothalestris och familjen Thalestridae. Inga underarter finns listade i Catalogue of Life.